# Czerwony Dwór (okręg kowieński)
Czerwony Dwór (lit. Raudondvaris) – wieś na Litwie, w okręgu kowieńskim, w rejonie kowieńskim, położona na zachód od Kowna, u zbiegu rzek Niemna i Niewiaży, siedziba administracyjna gminy. W 2011 roku liczyła 4142 mieszkańców. We wsi znajduje się zamek z początku XVII wieku i dwór.

## Historia

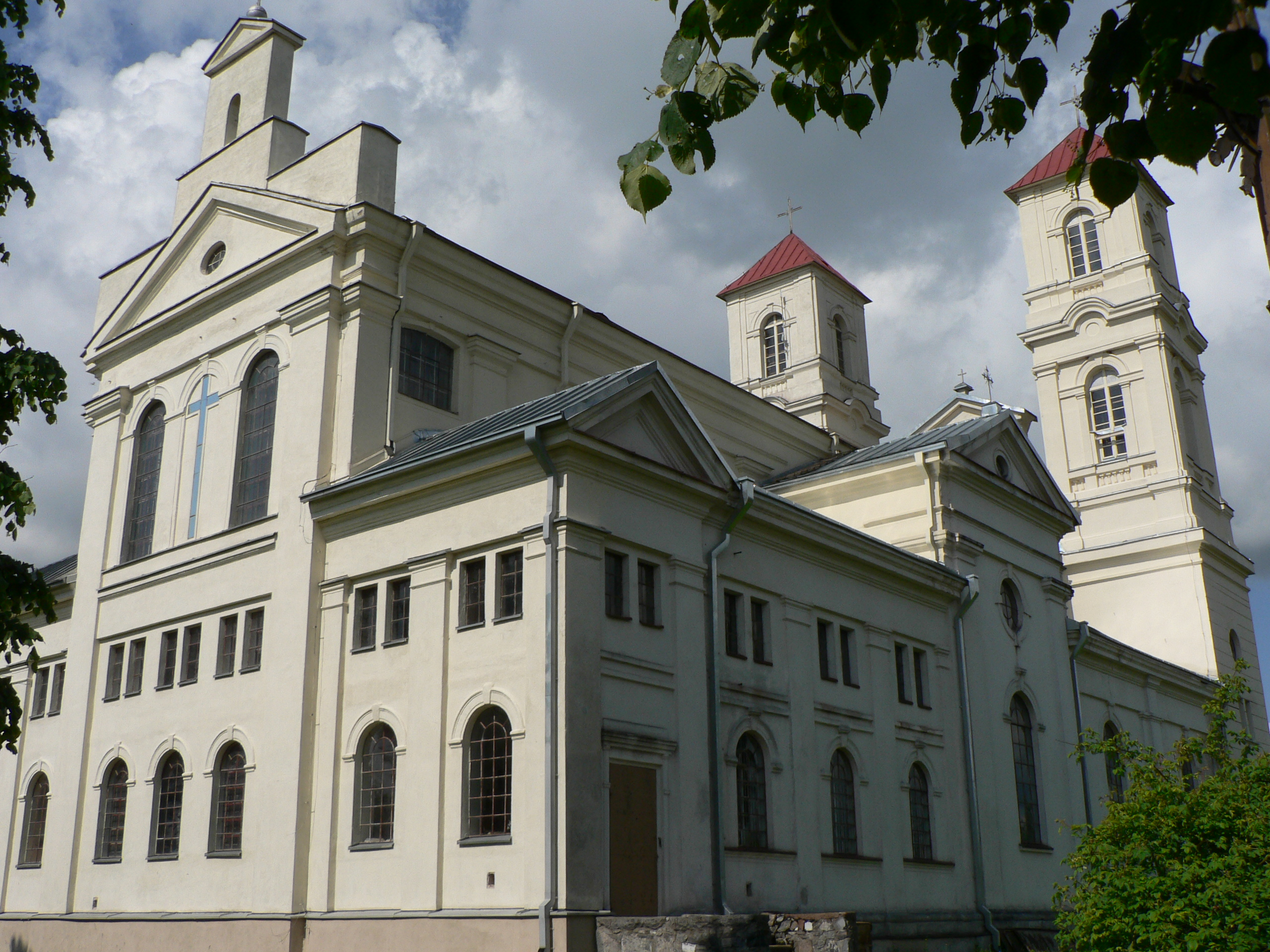
Kościół św. Teresy

Miejscowość wzmiankowana po raz pierwszy w kronikach zakonu krzyżackiego z 1392 roku.

## Zamek, pałac
- rezydencja zbudowana przed 1615 rokiem przypuszczalnie przez Jana Dziewłatowskiego herbu Trąby, który jako pierwszy wzmiankował go w swojej korespondencji. Dobra, na których się znajduje dwór, wchodziły w XVI wieku w skład majątku królewskiego, ponieważ wiadomo, że w 1549 roku król Zygmunt II August podarował je swojej żonie Barbarze Radziwiłłównie. Być może istniał tu wtedy jakiś obiekt mieszkalny, a według niepotwierdzonej tradycji istniał tu obiekt obronny zbudowany przez Zakon krzyżacki. Po śmierci królowej majątek trafił w ręce innych przedstawicieli rodziny Radziwiłłów. Następnie była to własność wspomnianych Dziewałtowskich. Córka Jana Dziewałtowskiego, Katarzyna Gintowt Dziewałtowska, wyszła za Jana Eustachego Kossakowskiego, po którym w połowie XVII wieku właścicielami stali się ponownie Radziwiłłowie. W 1662 roku dobra kupili Worłowscy, natomiast w połowie XVIII wieku właścicielami byli Zabiełłowie. W roku 1819 dwór kupił Benedykt Tyszkiewicz, który go wyremontował oraz wybudował dodatkowe budynki, w tym stodoły i stajnie oraz urządził park. W rękach Tyszkiewiczów majątek pozostawał do końca I wojny światowej. W trakcie Powstania listopadowego pałac spłonął w pożarze w 1831 roku. Podczas odbudowy zbudowano w latach 1837–1839 oranżerię. Kolejnej przebudowy dokonano po 1855 roku, gdy Tyszkiewiczowie zamienili pałac w rezydencję o cechach neogotyckich i neorenesansowych. Wtedy też przypuszczalnie odbito tynki, uwydatniając czerwony kolor elewacji, a wieżę zwieńczono neogotyckim krenelażem mającym imitować średniowieczną formę obiektu.

- Kościół pw. św. Teresy ufundowany przez Benedykta Tyszkiewicza według projektu Wawrzyńca Cezarego Anichiniego (odbudowany w XX wieku) z ołtarzem Andriolli i z nagrobkami rodziny Tyszkiewiczów.

## Ludzie urodzeni w Czerwonym Dworze
- Stanisław Bańkowski
- Zachariasz Dziewoński
- Juozas Naujalis
- Szymon Zabiełło (1750–1824)